# Hermanos Limbourg

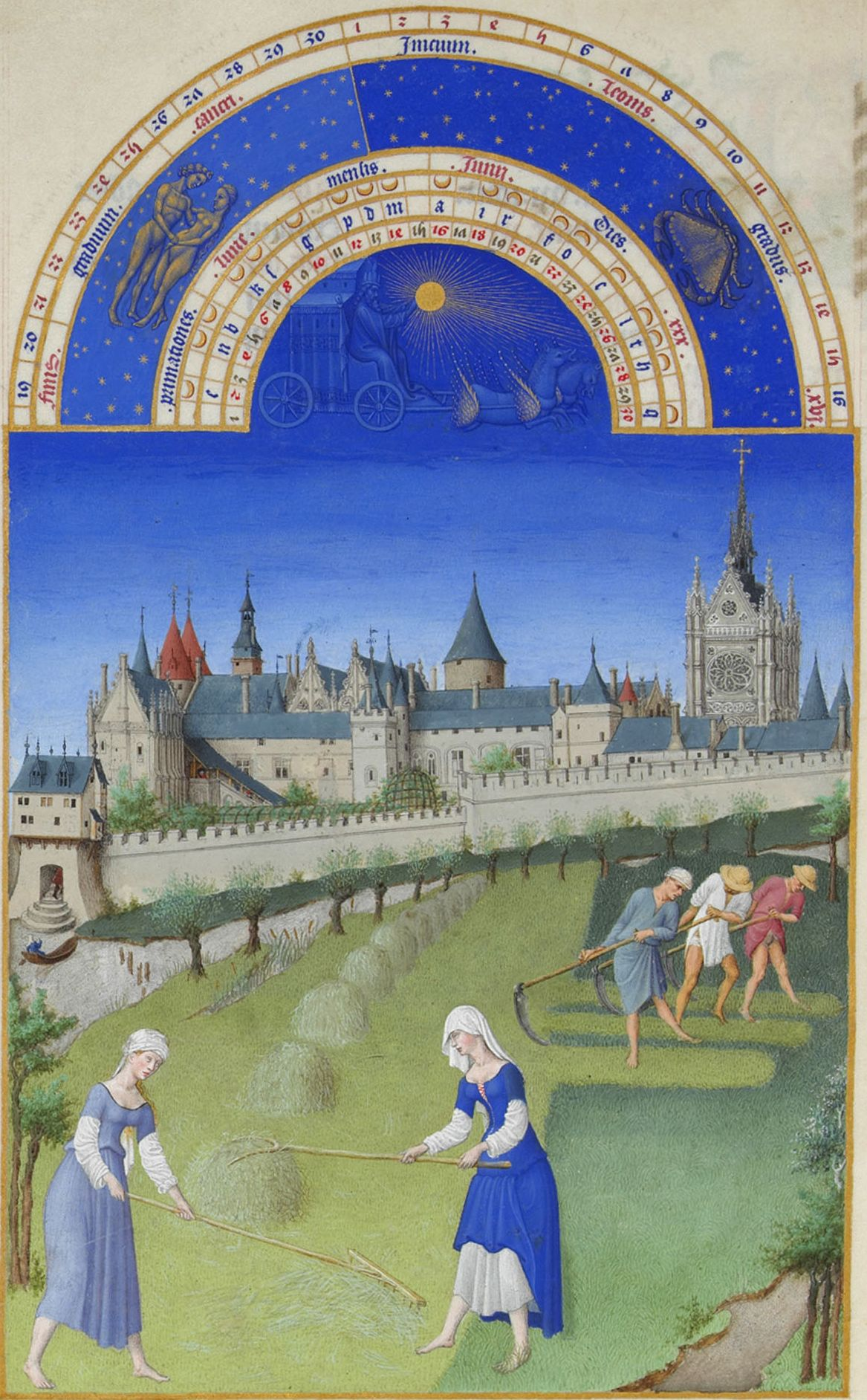
Las muy ricas horas del duque de Berry: Junio (1412-16). Iluminación sobre vitela, 22,5 x 13,6 cm.
En esta minuciosa descripción de las labores agrícolas propias del mes, además de las costumbres de la época, aparece una interesante panorámica de la ciudad de París tal y como era en la época, con la zona de Conciergerie y la Sainte Chapelle perfectamente representadas. Como en todas las obras de los Limbourg, se destaca la intensidad del azul del cielo. El pigmento de este color, conocido como azul ultramar, se obtenía machacando lapislázuli, una de las materias primas más caras porque hasta el descubrimiento de América únicamente se podía conseguir importándolo de Afganistán a través de la Ruta de la seda.

Los hermanos Limbourg (en neerlandés: Gebroeders van Limburg) (Herman, Paul y Johan; fl. 1385-1416) fueron miniaturistas de fines de la Edad Media originarios de la ciudad de Nimega.
Se encontraban activos a principios del siglo XV en Francia. Son conocidos sobre todo por el manuscrito iluminado de Las muy ricas horas del duque de Berry.

## Biografía
Su abuelo, Johannes de Lymborgh, probablemente provenía de Limbourg del Mosa en Nimega, entonces capital del ducado de Güeldres. Su hijo Arnold fue un buen ebanista que trabajó en la corte ducal. Alrededor de 1385 se casó con Mechteld Maelwael, hija de una familia de pintores heráldicos. Herman (Hermant en fuentes francesas) fue el hijo mayor (nacido alrededor de 1385), seguido por Paul (Polleke, o Polequin en fuentes francesas: 1386 o 1387), y Johan (Johanneke, o Jacquemin, Gillequin o Jehanequin en fuentes francesas: probablemente en 1388). Tenían hermanos más jóvenes, Rutger y Arnold, y una hermana, Greta.
Alrededor de 1398, después de la muerte de su padre, su madre los envió a lo de su hermano Johan Maelwael (Jean Malouel en fuentes francesas), un pintor heráldico que trabajó para las cortes francesa y borgoñona. Herman y Johan aprendieron el arte de la orfebrería en París. A finales de 1399 hicieron un viaje a Nimega, pero debido a la guerra fueron capturados en Bruselas. Su madre no pudo pagar el rescate de 55 escudos de oro. La guilda local de orfebres comenzó a recoger dinero pero finalmente Felipe II de Borgoña pagó el rescate en beneficio del tío de los hermanos, que era su pintor; los dos jóvenes fueron liberados en mayo de 1400.
Por documentos conservados se sabe que, en febrero de 1402, Paul y Johan fueron contratados por Felipe para trabajar durante cuatro años exclusivamente en la tarea de iluminar una Biblia. Aunque Millard Meiss y otros historiadores de arte han identificado esta biblia con la Bible Moralisée que se conserva como Ms.fr.166 en la Biblioteca Nacional de Francia (casi con certeza un trabajo temprano de los Limbourg), el consenso académico no es unánime. Felipe murió en 1404, antes de que los hermanos completasen la obra.
Herman, Paul y Johan marcharon a trabajar para Juan I de Berry, hermano de Felipe, a finales de 1404. Era un extravagante coleccionista de obras artísticas, especialmente libros. Su primer encargo fue la iluminación de un libro de horas hoy conocido como Las bellas horas de Jean de Berry (Belles Heures du Duc de Berry), actualmente en el museo The Cloisters en Nueva York. 
La obra fue finalizada en 1409 para gran satisfacción del duque, que entonces les encargó un proyecto más ambicioso, Las muy ricas horas del duque de Berry (Très Riches Heures du Duc de Berry), considerado en general la última gran iluminación medieval y posiblemente el libro más valioso del mundo. Se conserva como Ms 65 en el Museo Condé en Chantilly, Francia.
Paul Limbourg tenía muy buenas relaciones con el duque, quien lo nombró valet de chambre (criado personal) y le dio joyas y una gran casa en Bourges. Paul se enamoró de una joven, Gillette la Mercière, pero sus padres desaprobaban la relación. El duque hizo apresar a la joven, y solo la liberó por orden del rey. En 1411 Paul y Gillette finalmente se casaron, pero el matrimonio no tuvo hijos (la chica tenía 12 años entonces, y su marido 24).
En 1416, Juan de Berry y los tres hermanos Limbourg murieron, probablemente de peste, y Las muy ricas horas del duque de Berry quedaron inacabadas. En los años 1440, cuando el libro estaba en posesión de Renato I de Nápoles, un artista sin identificar (posiblemente Barthélemy van Eyck) trabajó en las  miniaturas para los meses de marzo, junio, julio, septiembre, octubre y diciembre. A fines de la década de 1480 Jean Colombe finalizó la obra para la Casa de Saboya.
La obra de los hermanos Limbourg, en su mayor parte inaccesible para el gran público, quedó olvidada y casi desconocida hasta el siglo XIX. No obstante, en su época establecieron un modelo para las siguientes generaciones de pintores, que prolongaron el arte de la miniatura, y su huella puede distinguirse en la generación posterior de la escuela de primitivos flamencos, especialmente en Jan van Eyck y Robert Campin. Obras de artistas posteriores como Joachim Patinir o Pieter Brueghel el Viejo también presentan conexiones evidentes con el arte de los hermanos Limbourg.

## Galería de imágenes

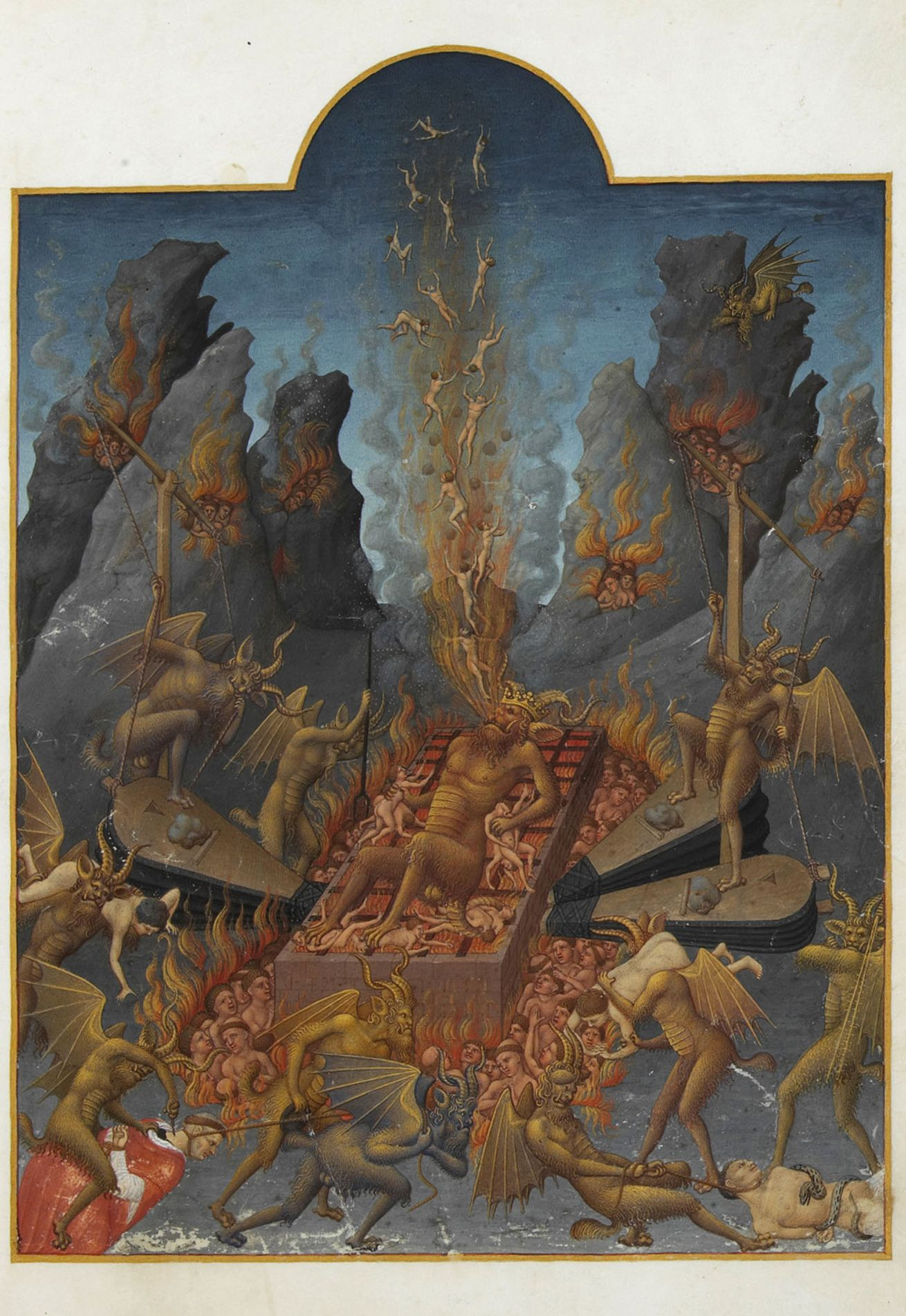
Infierno, f 108 de Las muy ricas horas de Jean de Berry
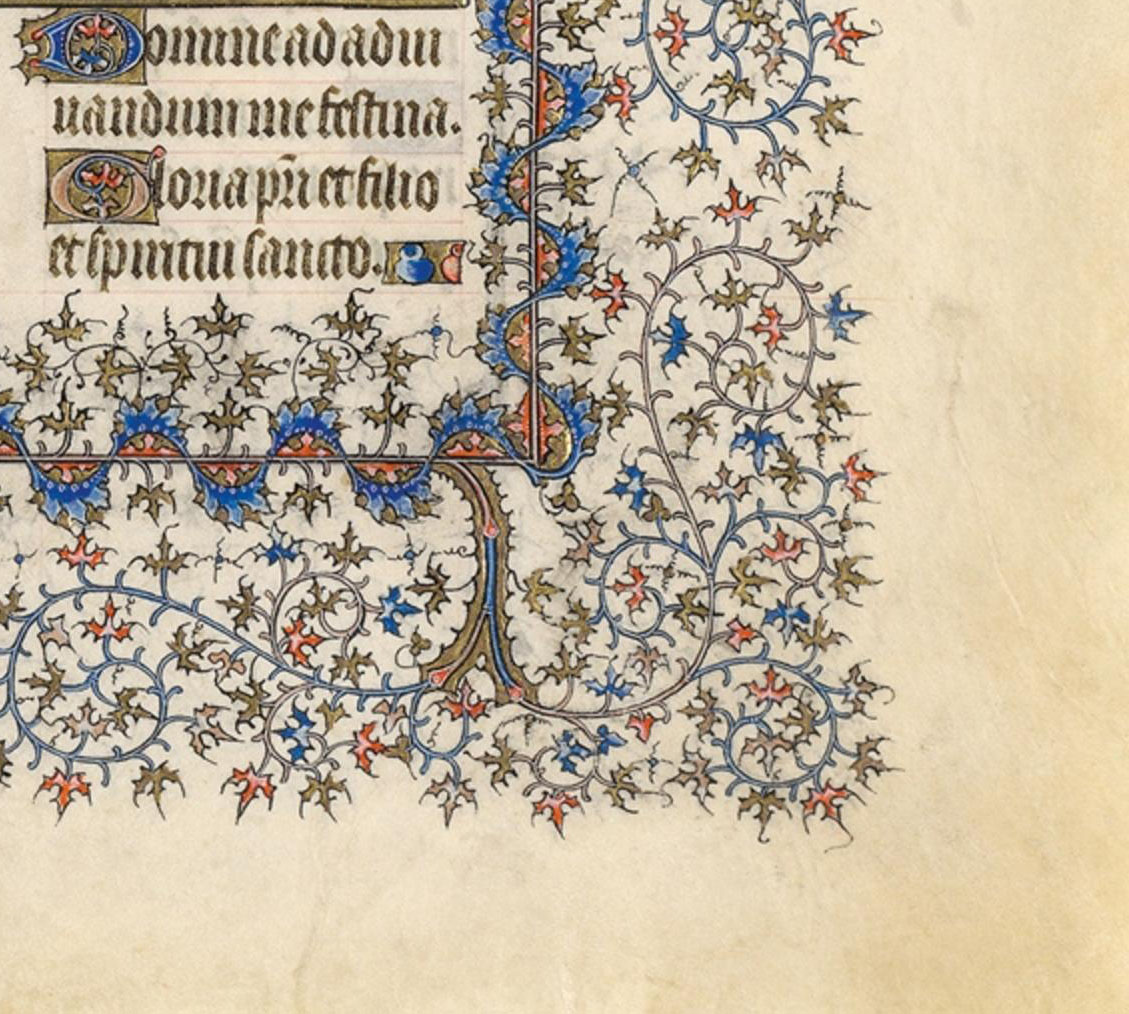
Borde decorado (detalle) de Las bellas horas de Jean de Berry
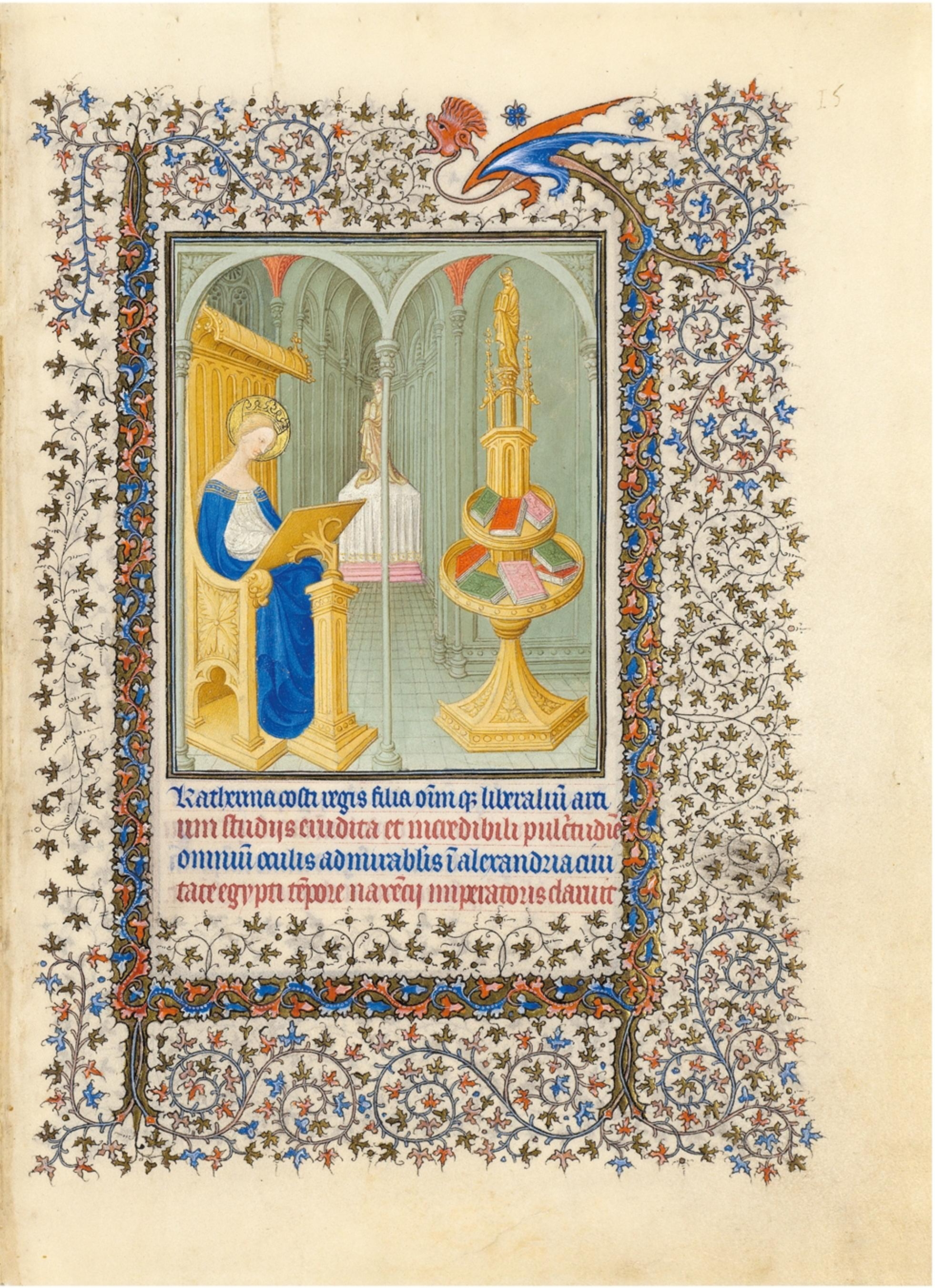
Santa Catalina en su estudio, Las bellas horas de Jean de Berry, f 15